# Sandomierzkonfederationen
Sandomierzkonfederationen var en antisvensk och prorysk konfederation, som bildades den 20 maj 1704 i försvar av den polske kungen August den starke. Det bildades som en reaktion mot Warszawakonfederationen, och till marskalk utsågs Stanisław Ernest Denhoff. Konfederationen varade till 1717, då det upplöstes av Silent Sejm. 
Medlemmar i förbundet bestod mestadels av adel från Lillpolen vilka stödde Kungariket Sachsen, vars kung August II också var kung av Polen. Dess bildande resulterade i ett treårigt inbördeskrig mellan Sandomierz- och Warszawakonfederationen. I den inledande fasen hade den svenskstödda sidan övertaget och Warszawakonfederationen stod till slut också som segrare i det polska inbördeskriget (1704-1706) som slutade i september 1706 med Freden i Altranstädt. Det innebar att Stanisław I Leszczyński erkändes som polsk kung. August II återtog dock den polska tronen 1709 efter att Sverige hade förlorat slaget vid Poltava i juli 1709.